# Cannonball Run II
Cannonball Run II är en amerikansk action-komedi från 1984 i regi av Hal Needham med Burt Reynolds i huvudrollen. Filmen hade Sverigepremiär den 21 december 1984.

## Handling
En arabisk shejk ger sin son i uppdrag att delta i det illegala amerikanska rallyt Cannonball Run. Strax efter starten i Kalifornien kidnappar ett maffiagäng shejkens son och de andra förarna försöker genast att rädda honom så han kan fortsätta loppet.

## Om filmen
Filmen är inspelad i Bisbee och Tucson i Arizona, Darien i Connecticut, Henderson och Las Vegas i Nevada samt Redondo Beach i Kalifornien.

## Rollista (urval)
- Burt Reynolds - J.J. McClure
- Dom DeLuise - Victor Prinzim / Captain Chaos / Don Canneloni
- Dean Martin - Jamie Blake
- Sammy Davis Jr. - Morris Fenderbaum
- Jamie Farr - Shejken
- Marilu Henner - Betty
- Telly Savalas - Hymie Kaplan
- Shirley MacLaine - Veronica
- Susan Anton - Jill, Lamborghini Babe
- Catherine Bach - Marcie, Lamborghini Babe